# 移民・難民・市民権省 (カナダ)
移民・難民・市民権省（いみんなんみんしみんけんしょう、英語：Immigration, Refugees and Citizenship Canada、略称：IRCC、仏語：Immigration, Réfugiés et Citoyenneté Canada）は、カナダ連邦政府内で、カナダの移民政策や難民政策、カナダ市民権に関する行政、規制、業務を司る省庁である。
1994年に市民権移民省（Citizenship and Immigration Canada）として設立され、2015年11月に発足したジャスティン・トルドー内閣により、現在の名称に改称された
。
2025年に発足したマーク・カーニー内閣では、レイチェル・ベンダヤン (Rachel Bendayan) が移民・難民・市民権大臣を務める。

## 歴史
1947年帰化法（Naturalization Act of 1947）以前は、カナダにて出生または帰化したカナダ人はその出身国にかかわらずイギリス臣民（British Subject）とされた。そのため、当時「市民（citizen）」「市民権（citizenship）」という語はカナダ国籍を持たないカナダ居住民のことを指していた。市民権法が施行されたことにより、カナダ市民としてのナショナリズムと誇りの感覚が強まった。1867年の英領北アメリカ法の下では、移民行政は連邦政府と各州政府両方の管轄であった。

## 主な組織
移民・難民・市民権省は下記の大臣、組織を管轄している。
- 移民・難民・市民権大臣
- 副大臣

### 市民権移民センター
- 案件処理センター（Case Processing Centres, CPC）
- 中央受託室（Centralized Intake Offices, CIOs）
- 業務サポートセンター（Operations Support Centres, OSCs）